# Kuschelydrus
Kuschelydrus is een geslacht van kevers uit de familie  waterroofkevers (Dytiscidae).
Het geslacht is voor het eerst wetenschappelijk beschreven in 1976 door Ordish.

## Soorten
Het geslacht omvat de volgende soort:
- Kuschelydrus phreaticus Ordish, 1976